# 聖彼得堡國立科技學院
59°55′06″N 30°19′12″E / 59.9183°N 30.3200°E
聖彼得堡國立科技學院（技術大學）（俄语：Санкт-Петербургский государственный технологический институт (Технический Университет)，羅馬化：Sankt-Peterburgskiy gosudarstvennyy tekhnologicheskiy institut (Tekhnicheskiy Universitet)，縮寫：СПбГТИ(ТУ)），位於俄羅斯聖彼得堡市，始建於1828年11月28日，為俄羅斯一所歷史悠久高等教育大學；專於培育化工、化學、生物、奈米、管理與技術之科研大學。
1905年俄罗斯革命期间，圣彼得堡苏维埃在该学校建立并举办会议。

## 學術單位
該校共有6學院60餘系所，主要學院如下：
- 化學物質與材料學院
- 化學與生物技術學院
- 機械學院
- 資訊技術與管理學院
- 工程與技術學院
- 經濟與管理學院

## 知名人物
- 教授
  - 鮑里斯·利沃維奇·羅辛
  - 德米特里·伊万诺维奇·门捷列夫

- 校友
  - 謝爾蓋·米哈伊洛維奇·普羅庫金 - 戈斯基
  - 弗拉基米爾·科斯馬·佐利金

## 外部連結
- 學校官網 （页面存档备份，存于）